# 鄭麟沢
鄭 麟沢（チョン・インテク、정인택、日本名：小松幹、1907年11月5日 - ?）は、日本統治時代の朝鮮および大韓民国の官僚、教育者。

## 生涯
日本統治時代に京城帝国大学を卒業して教職に従事したが、教育官僚として出発して忠清南道唐津郡守を務めるなど、朝鮮総督府の官吏として勤務した。第一共和国末期に忠清北道知事に昇任し、四月革命（4・19革命）が成功した後、1960年大韓民国大統領選挙（「3・15不正選挙」と称された）の忠北地域の責任者として起訴された。5・16軍事クーデター後に開かれた革命裁判で懲役5年刑を宣告された
。
2008年に民族問題研究所が公開した親日人名辞典収録予定者名簿のうち官僚部門に入っている。

## 学歴
- 京城第一高等普通学校（京畿高等学校の前身）卒業
- 京城帝国大学法学科の学士号

## 経歴
- 公州高等普通学校（公州高等学校（朝鮮語版）の前身）教諭
- 大田師範学校（朝鮮語版） 校長
- 1938年：忠清南道 視学
- 1944年：忠清南道 唐津郡守
- 1949年：忠清北道 学務局長
- 1950年：忠清北道 文事局長
- 1951年：全羅北道 内務局長
- 忠清南道 内務局長
- 1951年：慶尚南道内務局長
- 京畿道 内務局長
- 1958年：忠清北道知事